# Transactions and Proceedings of the Royal Society of South Australia
Transactions and Proceedings of the Royal Society of South Australia (abreviado Trans. & Proc. Roy. Soc. South Australia) fue una revista ilustrada con descripciones botánicas que fue editada por la Royal Society of South Australia. Se publicaron los números 36 al 61 en los años 1912-1937. Fue precedida por Transactions, proceedings and report, Royal Society of South Australia y reemplazada por Transactions of the Royal Society of South Australia.